# Distrito de las trece factorías de Cantón

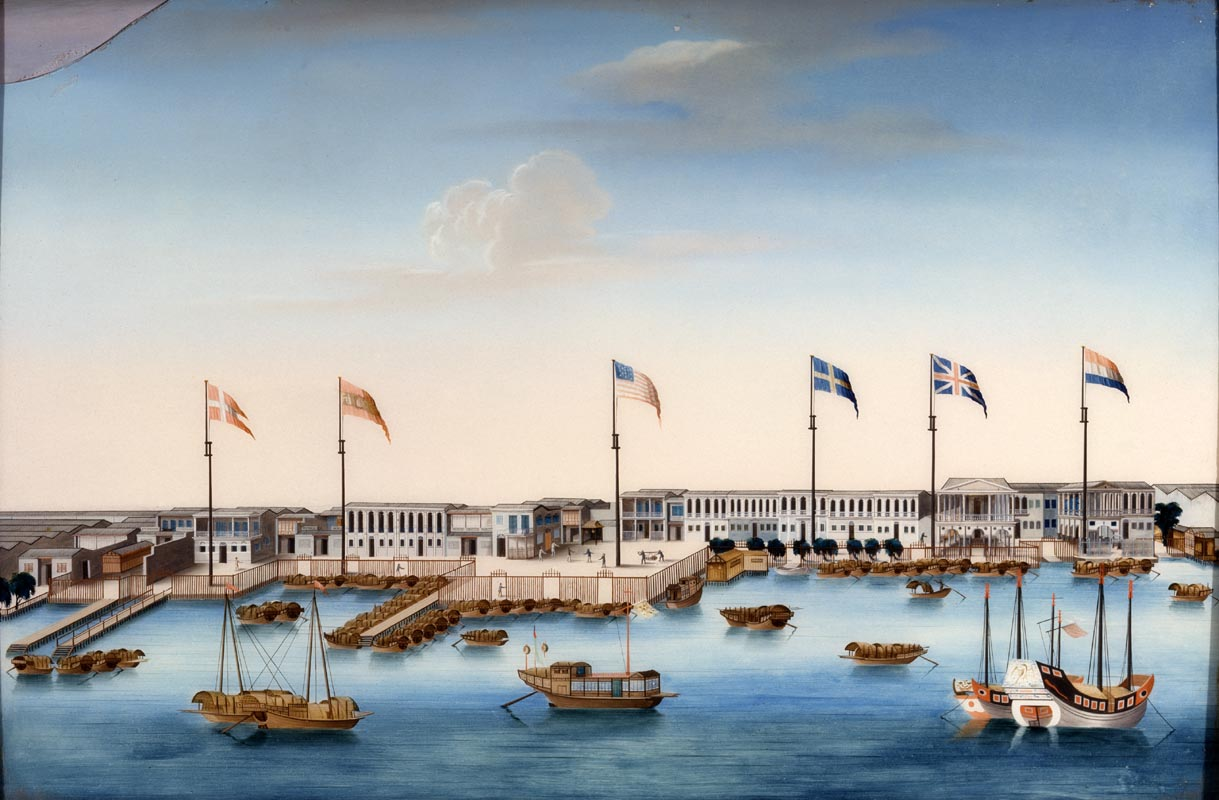
Vista del distrito de las trece factorías de Cantón en 1830.

El Distrito de las Trece Factorías, conocido también como las Factorías de Cantón (十三行,  Shísān Háng o Sahp-sāam Hóng), fue un barrio situado en la vereda norte del río de las Perlas, situado al suroeste de la ciudad de Cantón (actual Guanzhou). Entre 1757 y 1842, todo el comercio entre China y Occidente se desarrolló en este distrito. 
El distrito fue fundado en 1684 durante la dinastía Qing. Estaba situado fuera del recinto amurallado de la ciudad de Cantón, en lo que en la actualidad es Xiguan, en el barrio de Liwan. Estaba formado por trece factorías comerciales que servían de almacén y oficinas a los hong (casas comerciales chinas) que comerciaban con Europa. Entre 1757 y 1842, el distrito de las factorías fue el mayor y único sitio legal donde los mercaderes occidentales tenían permitido comerciar con China. Durante este período el distrito fue el nexo comercial más importante de China.
Las factorías fueron destruidas tres veces: por un fuego fortuito en 1822; en 1841 durante la primera guerra del Opio; y en 1856 al comienzo de la segunda guerra del Opio. La importancia del distrito decayó tras 1842, cuando el Tratado de Nankín abolió el Sistema de Cantón, en base al cual hasta aquel entonces los occidentales solo podían comerciar en Cantón. Una vez se abrieron otros puertos chinos al comercio con occidente en 1842, parte del comercio se trasladó a Hong Kong y Shanghái. Tras la segunda guerra del Opio, el distrito, muy venido a menos, fue trasladado desde su posición original a las islas de Henan y de Shamian, al oeste de Cantón. Esta última zona forma hoy en día lo que se conoce como el Parque Cultural de Guangzhou.

## Terminología

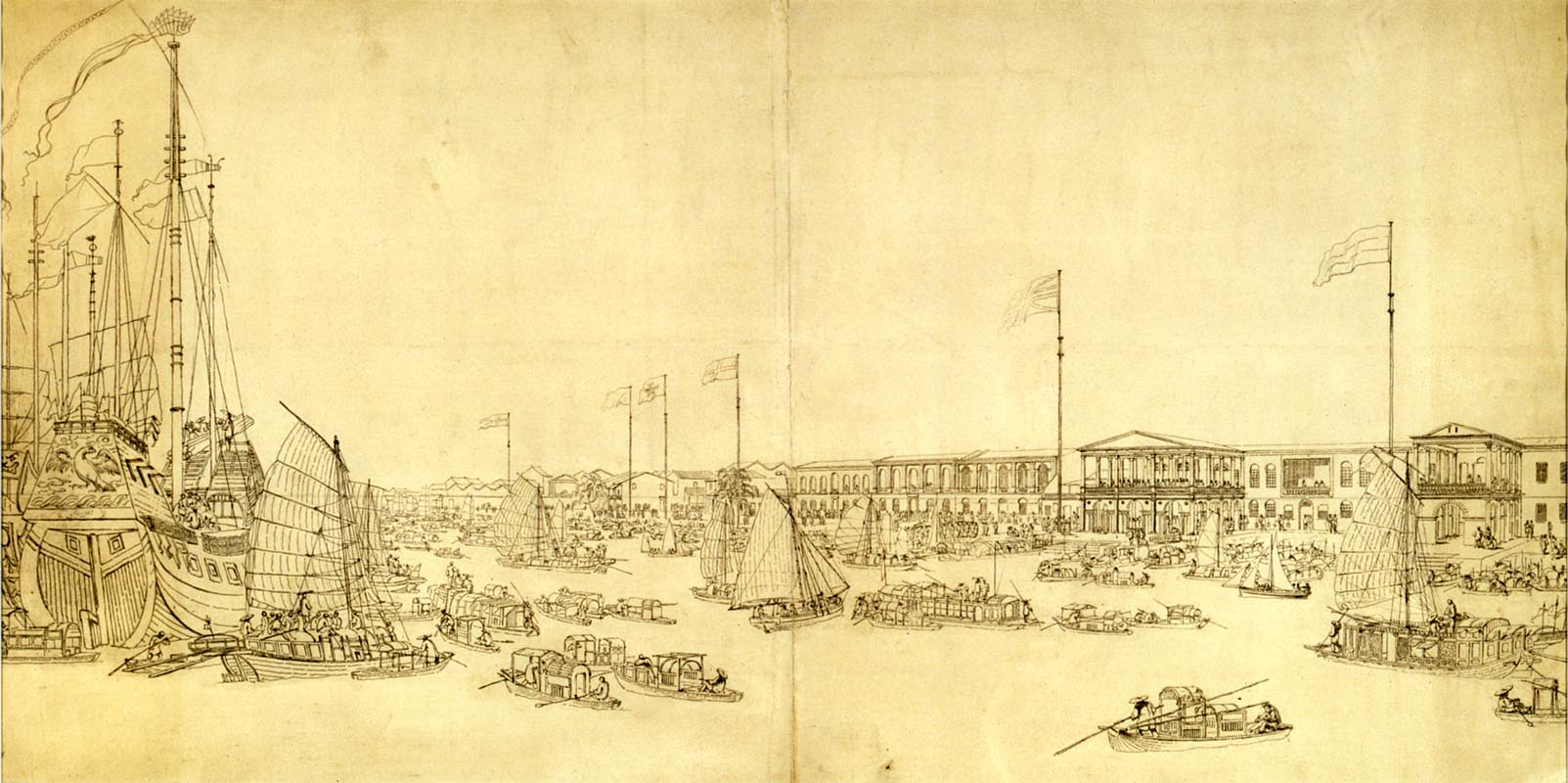
c. 1785 esbozo del distrito por William Daniell

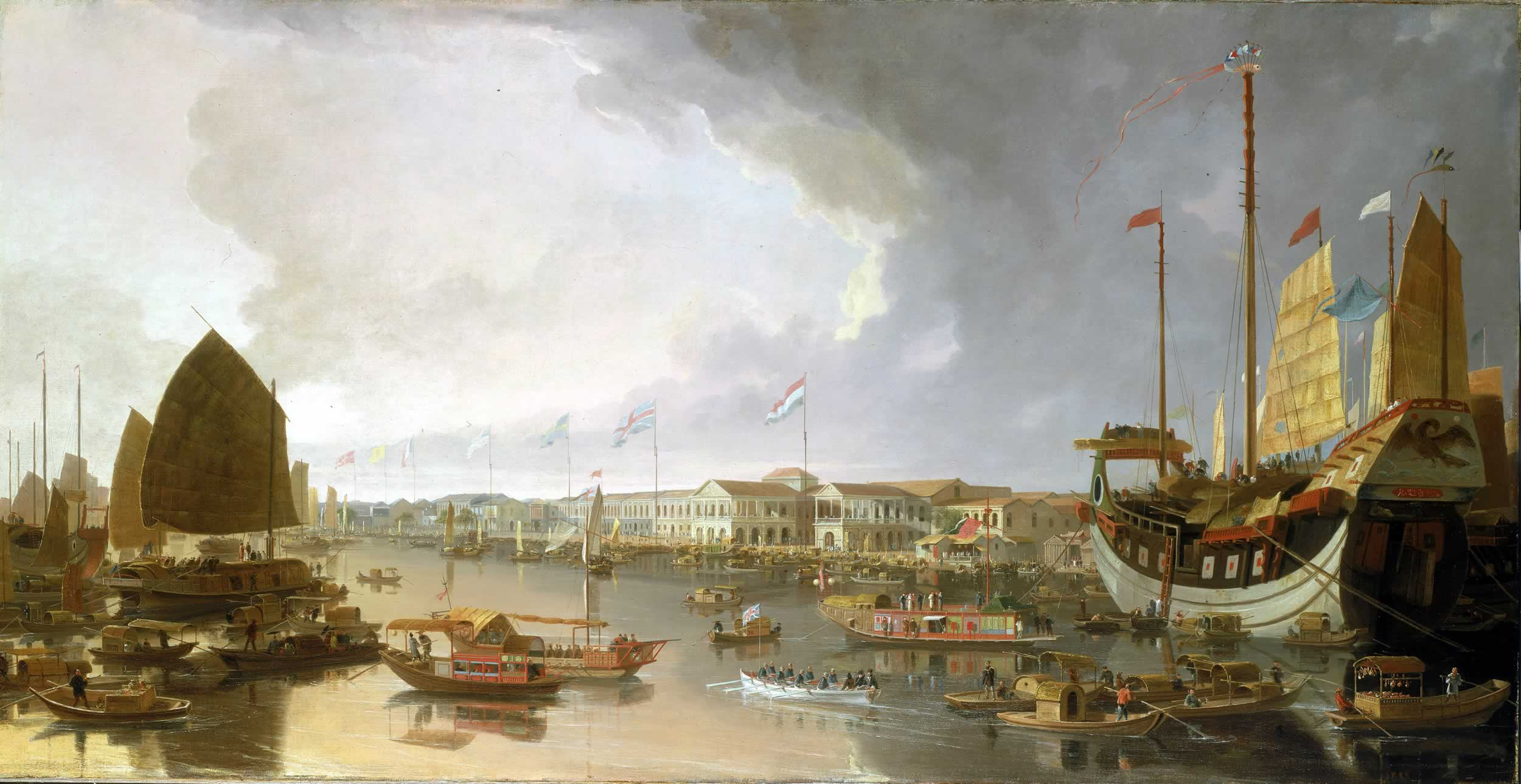
Vista de las factorías, 1805, de William Daniell

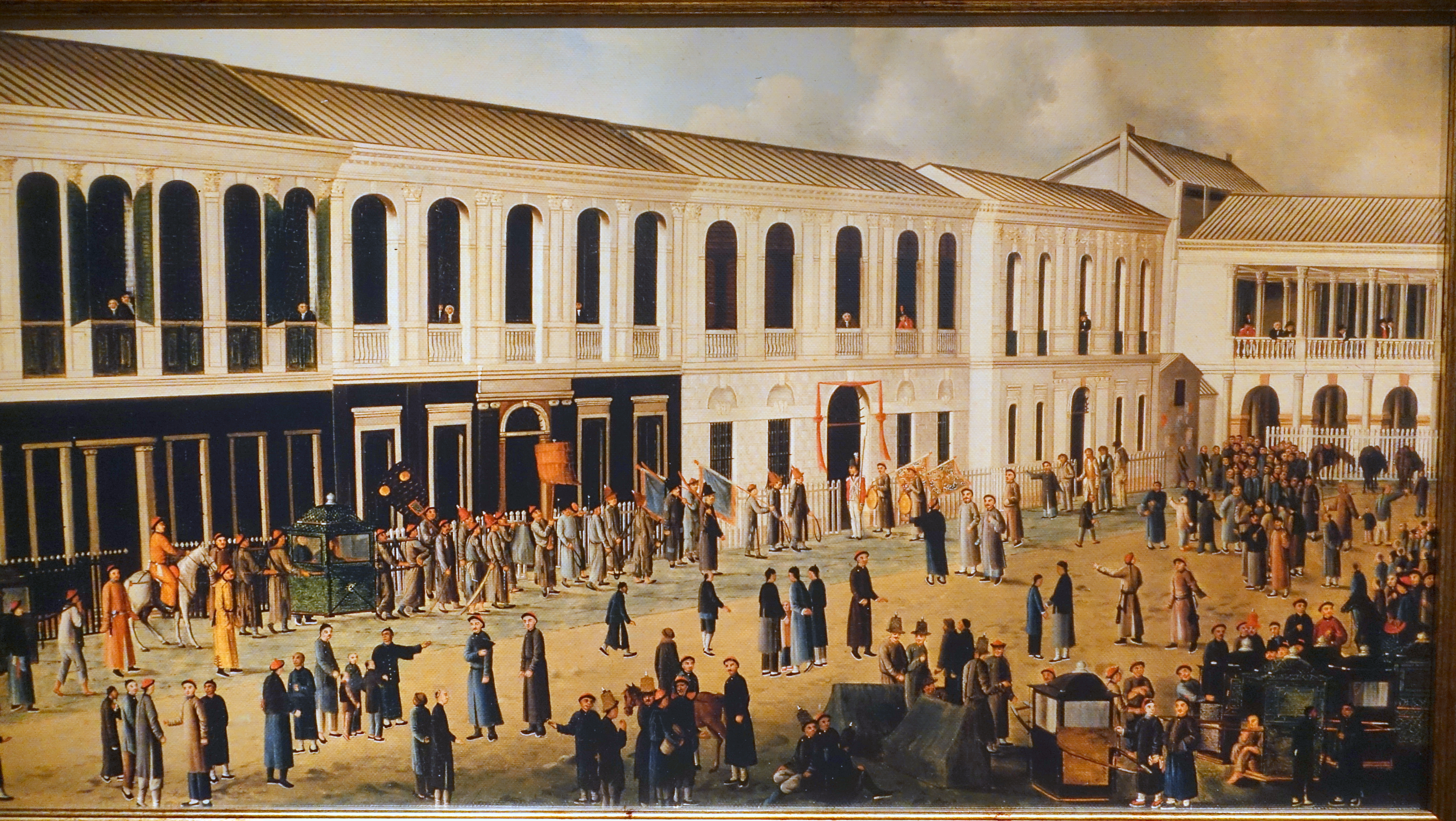
Las factorías c. 1807

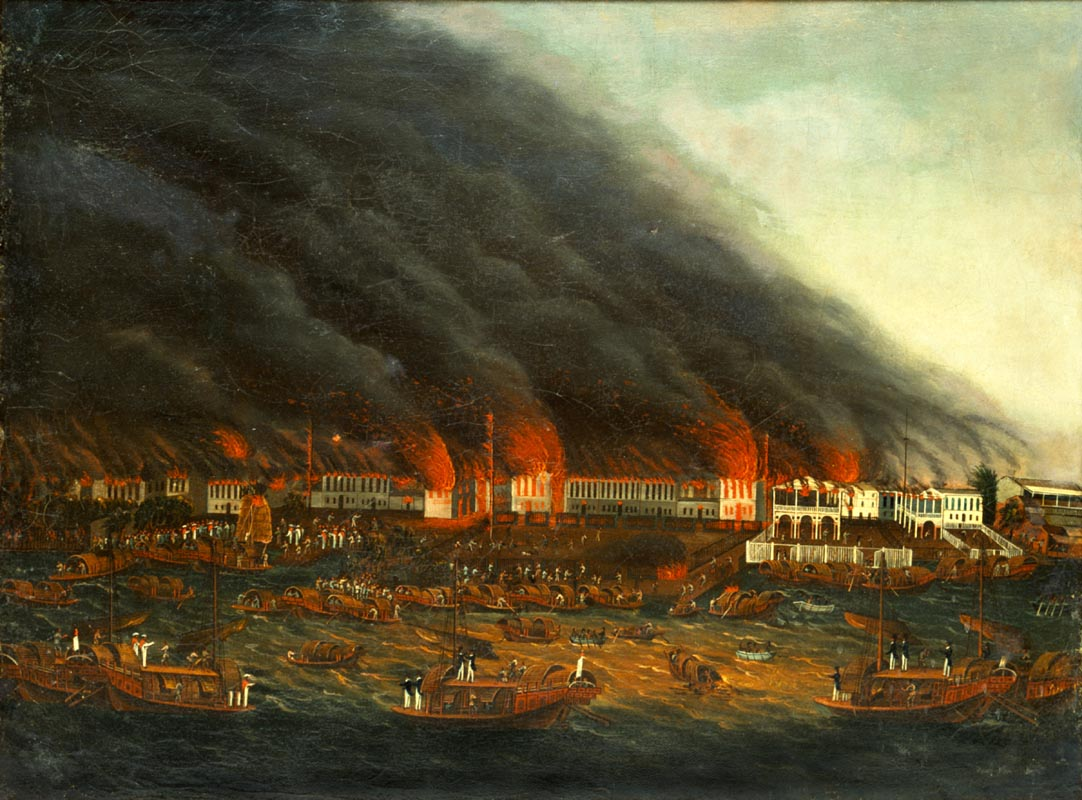
El fuego de 1822

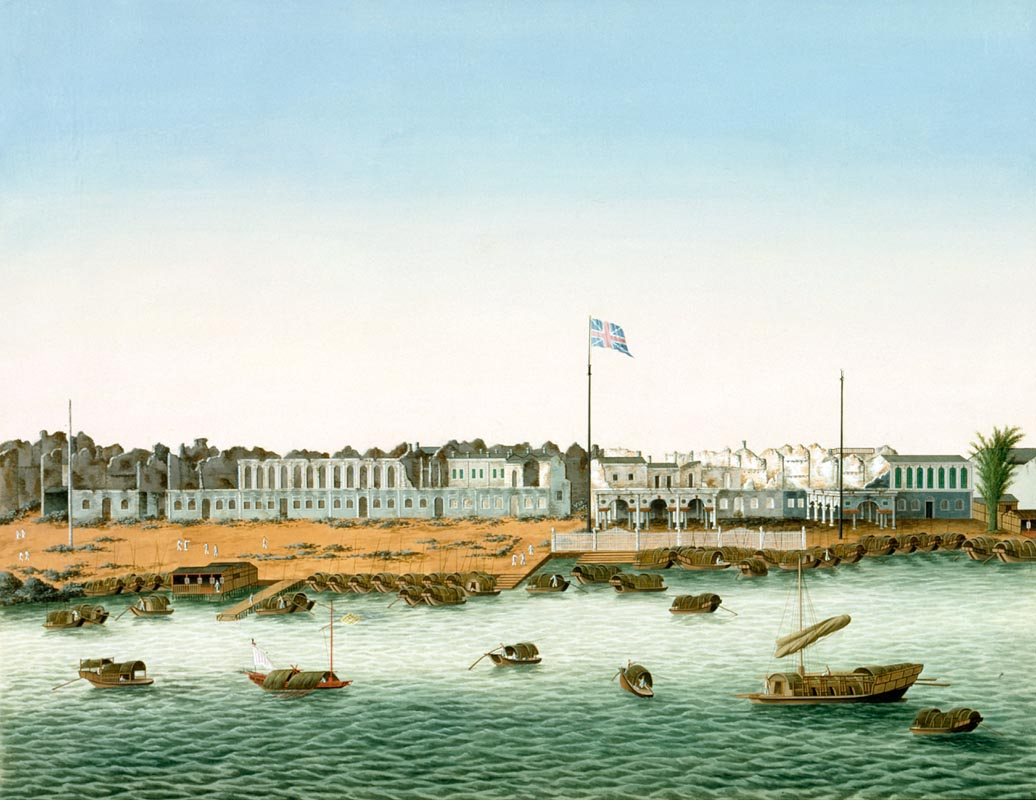
Las ruinas de las factorías tras el fuego de 1822

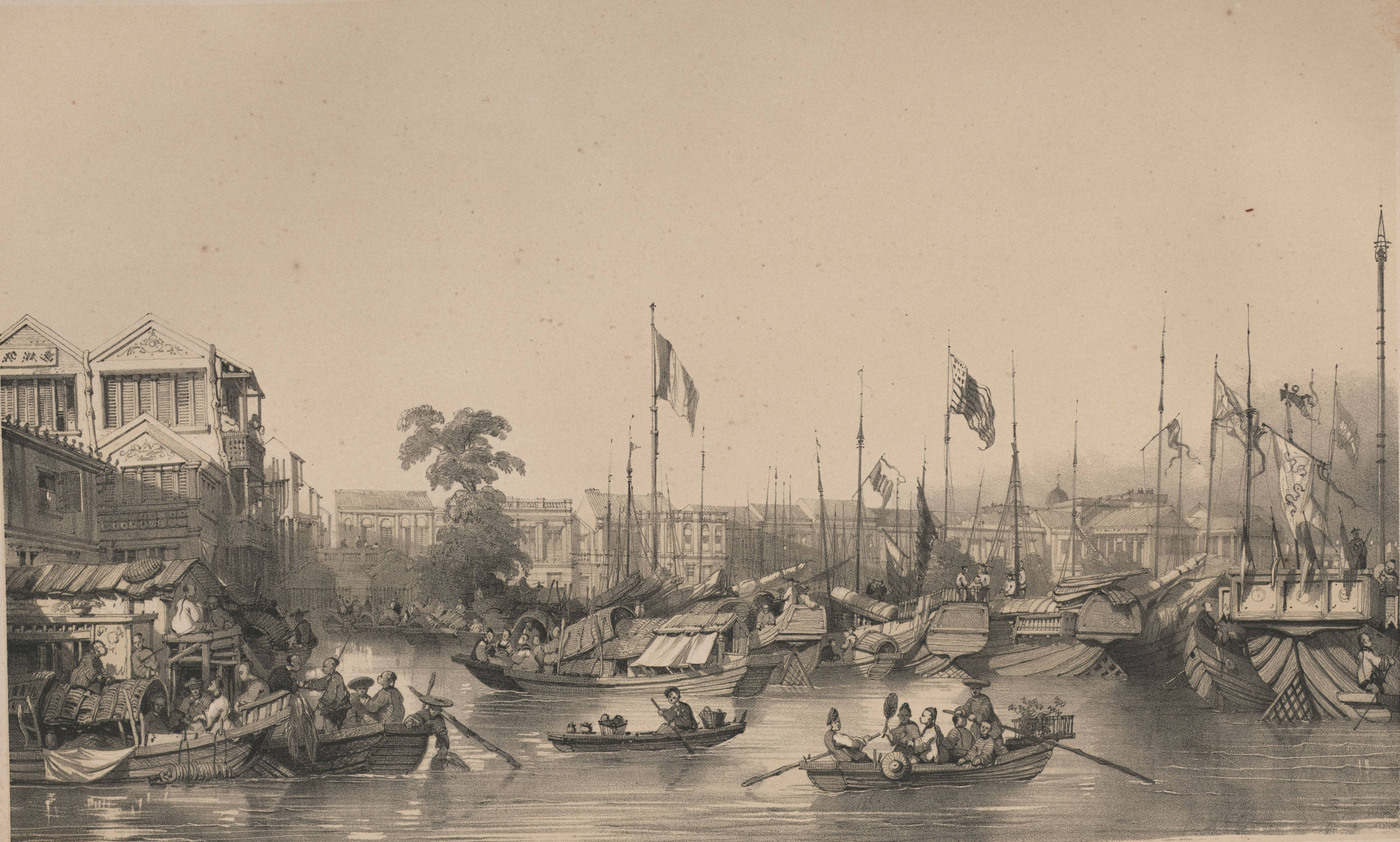
Las factorías europeas en Cantón (c. 1840) por Auguste Borget

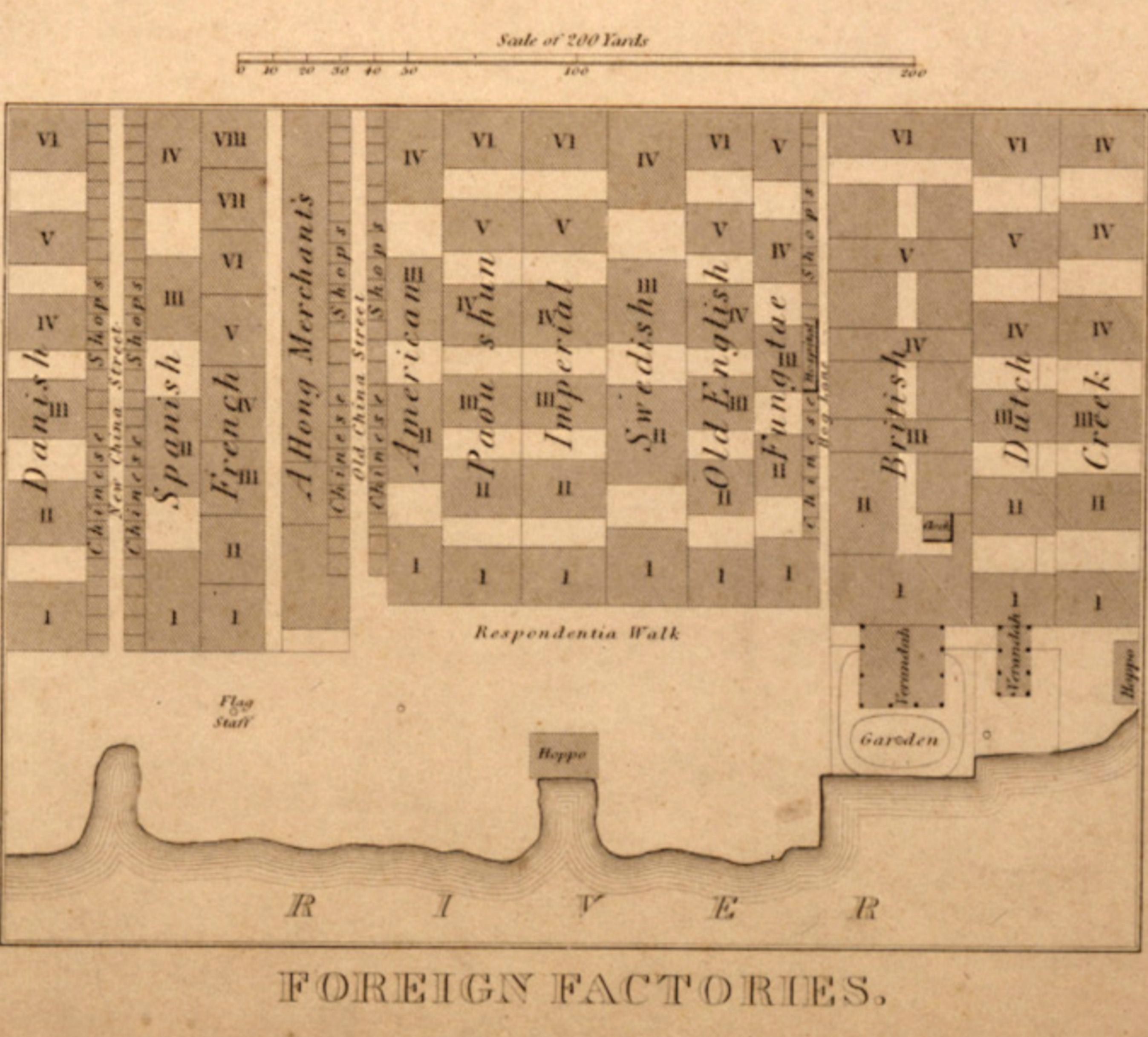
Distribución interna del distrito de las factorías justo antes del incendio de 1841.

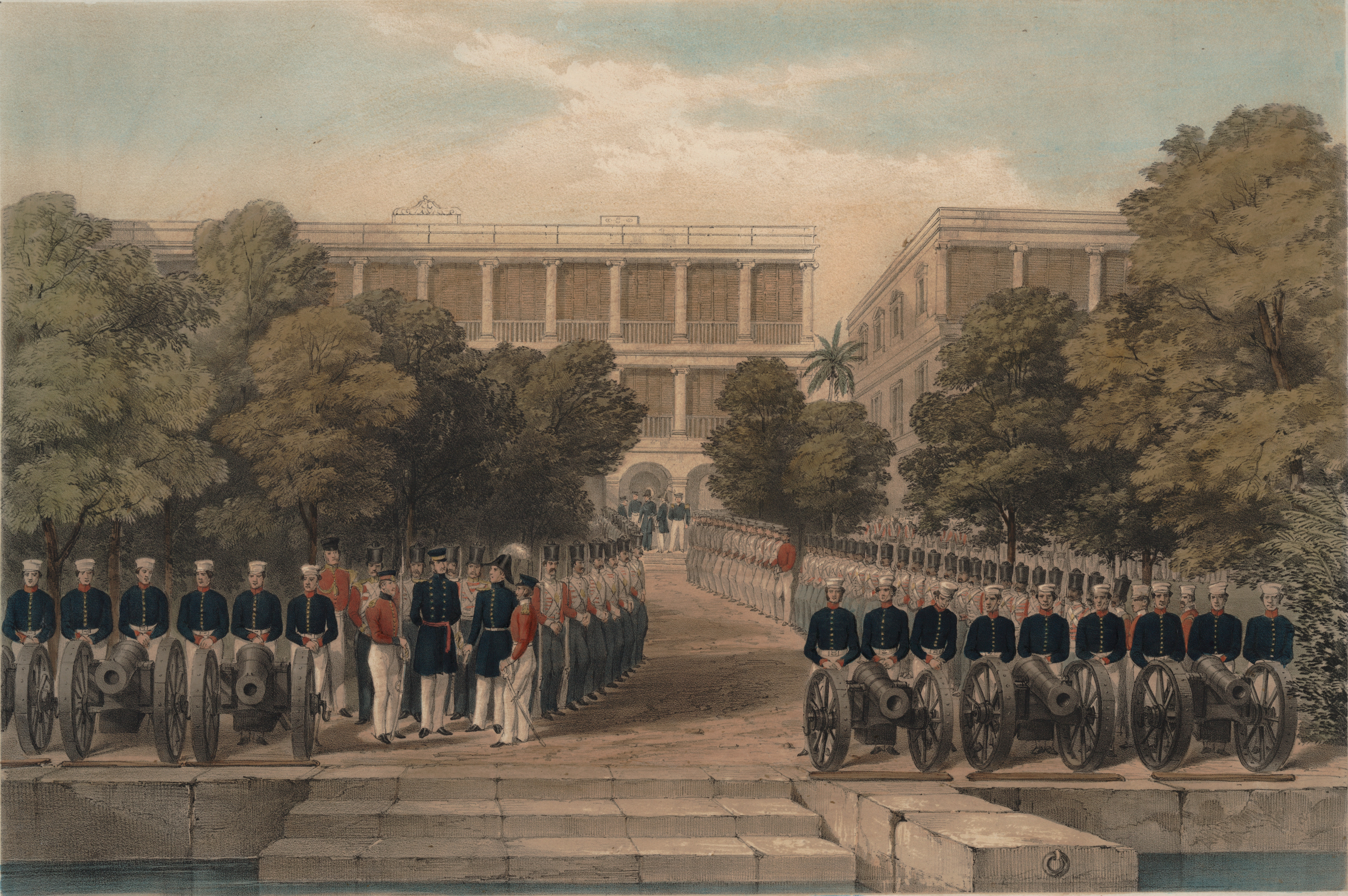
Tropas británicas dan la bienvenida al virrey de Liangguang en el distrito de las factorías, 1847.

Las factorías no eran talleres o manufacturas, sino oficinas, puestos comerciales y almacenes de factores extranjeros, esto es, agentes mercantiles que compraban y vendían productos comerciales a las órdenes de sus socios mercantiles en la metrópolis. La palabra deriva del término portugués "feitoria", que significa puesto comercial. 
Los agentes comerciales eran conocidos como "sobrecargos" (supercargo en inglés), término de origen español usado para referirse a los agentes comerciales que viajaban en la flota de indias junto con la tripulación, o daban (大班) en chino. El término daban (大班) era pronunciado en cantonés como tai-pan. Cuando en 1834 se abolió el monopolio comercial de la Compañía Británica de las Indias Orientales, los agentes privados pasaron a ser conocidos como taipanes, en contraposición al término sobrecargo, que estaba asociado a los antiguos agentes de la Compañía.
Un capitán mercante particular podía ser su propio sobrecargo; los grandes buques comerciales solían transportar a cinco o más sobrecargos, que tenían distintos rangos como "sobrecargo en jefe", "segundo sobrecargo", etc. El equipo de sobrecargos dividía su trabajo, supervisando ventas, compra de té, de seda, de porcelana, etc. Muchas firmas comerciales mantenían sobrecargos permanentes en Cantón, que estaban a cargo de negociar con el Cohong y organizar los envíos de productos. Los contables que asistían a los sobrecargos permanentes eran conocidos como "escritores" (writers); los contables que ayudaban a los sobrecargos en los barcos eran conocidos como "contadores" (pursers).
El Cohong era el monopolio comercial que entre 1760 y 1842 ostentaron una serie de firmas comerciales chinas para comerciar con los occidentales. Estar firmas eran conocidas como los hong. Hong es la pronunciación cantonesa de 行 (háng), el término chino para referirse a las firmas comerciales con licencia para comerciar. Por analogía, el término se usaba para referirse a los propios jefes de cada hong – el mercader Hong –, y a sus oficinas comerciales, esto es, las propias factorías. Se ha sugerido que el término hong se usó en un primer lugar para referirse a las propias factorías de Cantón, que estaban organizadas en una fila de edificios frente al río: el carácter chino  行  también significa "fila" o "línea".
El Hoppo, o Administrador de Aduanas Marítimas de Cantón, era el funcionario imperial responsable de las aduanas en el puerto de Cantón. El término chino de este funcionario (t 粵海關部, s 粤海关部, p Yuèhǎi Guānbù;), no está relacionado con el nombre dado en la literatura occidental al hoppo. Se cree que hoppo deriva del término chino Hu Bu (Junta de Ingresos – agencia del Ministerio de Hacienda chino encargada de recaudar impuesto), aunque el hoppo no pertenecía a dicha agencia. El Hoppo estaba a cargo de fijar y recaudar los impuestos y aranceles sobre todos los barcos que entraran en Cantón. Esto le permitía enriquecerse rápidamente por medio de dádivas y sobornos.

## Historia
Desde la dinastía Ming (fundada en 1368), China había emitido una serie de prohibiciones marítimas (haijin) destinadas a restringir el comercio exterior de China. La motivación principal era evitar la fuga de reservas de plata del país. En 1684, el emperador Kangxi de la recientemente instalada dinastía Qing decidió permitir a los occidentales comerciar con cuatro puertos chinos: Cantón, Amoy, Songjiang y Ningpo. En el caso de Cantón, los comerciantes occidentales solían seguir la temporada de vientos monzónicos, llegando al puerto entre junio y septiembre, y zarpando entre noviembre y febrero. Los barcos extranjeros atracaban en Pazhou (entonces conocida como Whampoa), aguas abajo de las puertas de Cantón, y hacían sus negocios en las afueras del suroeste de Cantón. Esta zona comercial se convirtió en el futuro distrito de las factorías. 
Los comerciantes occidentales estaban obligados a usar intermediarios comerciales chinos, que a partir de 1720 debían garantizar su buen comportamiento y el abono de tasas aduaneras y aranceles. Estos intermediarios chinos, los hong, eran también los dueños de los almacenes u oficinas desde los que operaban con los occidentales.
En la práctica, los comerciantes privados podían a menudo evadir estas restricciones, pero el superintendente de aduanas, el hoppo, estaba siempre sobre aviso y tenía cuidado de obligar a las grandes compañías occidentales, como la  Compañía Británica de las Indias Orientas a cumplir las normas. Típicamente, el cargamento era transportado desde y hacia los barcos por su propia tripulación. Esto se hacía a expensas de los comerciantes chinos, que usaban "barcos de picado" ligeros. Para evitar robos o piratería, los barcos occidentales dejaban grupos de marineros armados para guardar los barcos. 
En 1686, a fin de evitar tener que volver todas las noches a sus propios barcos atracados en Whampoa, los funcionarios imperiales empezaron a permitir a los occidentales alquilar apartamentos en el distrito de las factorías. Los sobrecargos, sus asistentes y contables comenzaron a establecerse en las factorías, mientras que las tripulaciones y los capitanes solían quedarse en el barco o viajar entre las factorías y Whampoa. El personal chino de las factorías, tanto el servicio como los trabajadores de los almacenes, estaban contratados por los hong, que eran los dueños de las factorías. Los occidentales tenían prohibido tener propiedades en China, y tampoco podían emplear directamente a súbditos chinos. 
Las tripulaciones solían visitar el distrito en turnos de varios días, supervisados por algún oficial del barco. El pasatiempo favorito era pasear por Hog Lane (calle de los cerdos), donde se agrupaban puestos y tiendas que vendían comida, bebida, ropa y "chowchow" (curiosidades). La calle estaba vigilada por guardias chinos apostados a ambos extremos de la calle, a fin de evitar que los extranjeros salieran del distrito. 
Al principio, los sobrecargos iban y venían con los barcos, pero a lo largo del siglo XVIII las compañías occidentales empezaron a alquilar espacio en las factorías durante todo el año, a fin de evitar ser desplazadas por otras firmas al año siguiente. Los sobrecargos recibieron permiso para residir de forma semipermanente en el distrito de las factorías durante la temporada comercial (otoño e invierno), pero en la temporada de lluvias (primavera y verano) debían abandonar el distrito de las factorías y residir en la cercana Macao, en manos portuguesas, hasta la llegada de los barcos. Para la década de 1760, casi todas las compañías occidentales que operaban en Cantón tenían sobrecargos permanentes y alquilaban asimismo habitaciones en Macao durante todo el año.
En 1753, el sobrecargo James Flint, de la Compañía Británica de las Indias Orientas, se dio cuenta de que las tarifas y los precios comerciales eran mejores en el puerto de Ningbo, que estaba igualmente mucho más cerca de los principales centros de producción de té y sedas de China. El temor al colapso de los ingresos impositivos por tarifas comerciales y el miedo a que los extranjeros crearan un segundo Macao en el norte de China espolearon al gobierno imperial a hacer de Ningbo una ciudad mucho menos atractiva para el comercio. Cuando esto fracasó, el emperador Qianlong emitió un edicto en 1757 por medio del cual cerraba todos los puertos comerciales de China al comercio con occidente, a excepción del distrito de las factorías de Cantón.
A fin de evitar que los comerciantes de las factorías salieran del recinto del distrito, en 1760 los 17 hong chinos que operaban con los occidentales fueron obligados a crear un gremio conocido por los extranjeros como el Cohong. Cada hong del Cohong tenía que abonar una tasa de entrada de 10.000 reales de a ocho y pagar un impuesto del 3% sobre sus futuros beneficios. Nueve de los hong accedieron a ello, y fundaron el Cohong, al que Qianlong concedió el monopolio del comercio exterior de China, creando lo que se conoce como el Sistema de Cantón. Los fondos recaudados por el Cohong usaron para establecer el Fondo Consoo (un fondo de garantías contra las frecuentes bancarrotas de los hong) y para urbanizar el distrito, donde se construyó una nueva calle (la Calle de la Porcelana o China Street) donde comerciantes locales podían vender a pequeña escala productos a los particulares occidentales. Los mercaderes hong más influyentes incluyeron a  Howqua (Wu Bingjian), Puankhequa, Mowqua, Goqua, Fatqua, Kingqua, Sunshing, Mingqua, Saoqua, y Punboqua. Pese a la existencia de sinólogos y de traductores, los extranjeros tenían prohibido por decreto imperial aprender chino, y debían tratar por medio de traductores oficiales nombrados para ese propósito por las autoridades.
Pese a que la mayoría eran empleados de monopolios, los comerciantes occidentales protestaron amargamente contra el establecimiento del Cohong, que controlaba los precios, futuros y tasas de cambio, y predijeron el fin del comercio con China. En realidad, el Cohong facilitaba el transporte de mercancías desde el interior de China hasta Cantón, con lo que los cargamentos de té y seda se hicieron mucho más regulares y seguros – anteriormente, era frecuente que un barco tuviera que esperar hasta un año para conseguir cargamento. Además, al urbanizar el distrito de las factorías el Cohong expandió y mejoró la calidad de los alojamientos, construidos muchos de ellos en estilo europeo. El número de factorías creció de solo 8 en 1748 a 17 en 1770 – este número se mantuvo estable hasta el incendio del 1822. El número de trece factorías con los que se conoce al distrito se refiere a las trece compañías comerciales occidentales que operaban en 1760 en la zona.
A mediados del siglo XVIII, se descubrió que en vez de depender del monzón, era posible zarpar y llegar a Cantón durante todo el año si se rodeaban las islas Filipinas. Esto permitió abrir el tráfico a buques de menor tonelaje y más rápidos, que podían completar su escala en Cantón en unas pocas semanas en vez de en los 4 o 5 meses que necesitaban los buques de mayor calado. A partir de ese momento, los británicos y americanos tuvieron barcos atracados en Whampoa durante todo el año, manteniendo su presencia en el distrito durante todo el año. En 1780, España liberalizó el comercio entre Manila y Acapulco, y empezó a alquilar una factoría durante todo el año. En la práctica, los sobrecargos tendían a preferir residir en Macao, de temperaturas más suaves, durante el verano, y dejaban a sus subalternos en Cantón fuera de temporada.
En 1793, Jorge III envió a George Macartney como embajador a la Corte Imperial de Pekín, con la petición de que los puertos del norte de China fueran abiertos al comercio con Europa y se acabara con el Sistema de Cantón. El emperador Qianlong, deseoso de evitar situaciones parecidas las que condujeron al vasallaje del Imperio Mogol de la India, rechazó la propuesta. Una segunda embajada a cargo de Lord Amherst en 1816 también fracasó en su intento de abrir el comercio de China. Para entonces, el incremento del comercio del té y la seda habían desequilibrado la balanza de pagos a favor de China, lo que obligaba a los europeos, sobre todo a los británicos, a importar plata de Europa y América en grandes cantidades para poder hacer frente a los pagos, que los chinos solo aceptaban en plata. A fin de equilibrar la balanza de pagos, los británicos empezaron a traficar con opio, que vendían a los hong a cambio de productos chinos de exportación. Así, hacia finales del siglo XVIII el distrito de las factorías comenzó a convertirse en el gran centro mundial del narcotráfico.
La vigorosa supresión del narcotráfico británico orquestada por el virrey Lin Zexu en 1839 condujo al estallido de la primera guerra del Opio, durante la cual el distrito de las factorías ardió pasto de las llamas. En 1842, el tratado de Nankín abolió el Sistema de Cantón. Los británicos adquirieron la soberanía de la isla de Hong Kong, y se abrieron al comercio los puertos de Shanghái, Ningbo (actual Ningpo), Amoy (actual Xiamen), and Fuchow (actual Fuzhou). El recinto amurallado de Cantón quedó abierto a los extranjeros, aunque los gobernadores locales se resistieron a ello con una serie de pretextos. Las factorías fueron reconstruidas, pero debido a su pérdida de importancia, no fueron reconstruidas tras volver a ser arrasadas durante el comienzo de la segunda guerra del Opio. Después de esta contienda, las operaciones comerciales de los europeos se trasladaron a la vereda sur del río de las Perlas, a la isla de Shamian, donde todavía perduran algunos antiguos edificios comerciales.

## Organización
Con base en las regulaciones del Sistema de Cantón, entre 1757 y 1860 los occidentales residentes en China estaban limitados a residir y comerciar solo en el distrito de las factorías de Cantón. Solo podían operar usando a los mercaderes hong miembros del monopolio Cohong, que eran los dueños de las factorías. La comunidad extranjera del distrito estaba muy unida, formando un auténtico gueto de oro, aislado y muy rico.
El Cohong – fundado por Pan Zhenchen (潘振成) y otros nueve comerciantes chinos en 1760 – ostentaban un lucrativo monopolio con el comercio exterior, pero a cambio debían abonar abundantes impuestos, sobornos y dádivas, que erosionaban sus beneficios. El Cohong también supervisaba el comercio con Siam y el tráfico de mercancías doméstico en el Mar de la China Meridional. El Hoppo, nombrado por el emperador, supervisaba la recolección de aranceles y tasas aduaneras; también supervisaba los litigios entre comerciantes en un intento de evitar que los extranjeros apelaran directamente al gobierno imperial de Pekín.

## Arquitectura

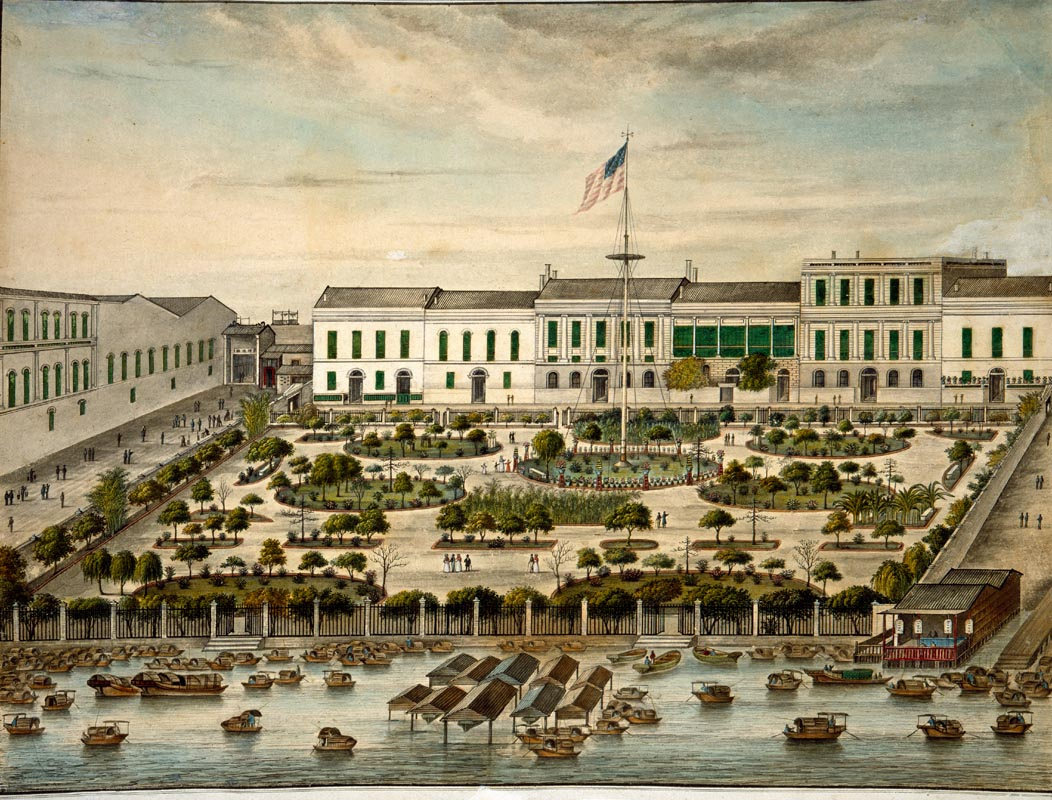
Los jardines de la Factoría Americana c. 1845

Los mercaderes occidentales ocupaban edificios de dos o tres alturas, con fachadas estrechas que daban al río, pero de unos 100 metros de profundidad. Cada factoría estaba formada por varios edificios. Los almacenes ocupaban la plata baja de los edificios; los pisos superiores estaban ocupados por oficinas y zonas habitadas. La plaza frente a las factorías estaba totalmente vallada, y el acceso de los chinos a la misma estaba restringido. El distrito no tenía ni pozos ni agua corriente. Los sirvientes chinos tenían que transportar agua fresca a diario para que los occidentales pudieran lavarse o beber.
Las fachadas de las factorías estaban construidas en estilo europeo neoclásico, pero la estructura y distribución interna de los edificios era típicamente local, consistiendo de patios internos y vestíbulos largos y estrechos con habitaciones a cada lado. Los materiales de construcción eran también locales, con estructuras de madera y tejados de teja local. Sin embargo, las ventanas y escaleras estaban hechas de materiales importados de Gran Bretaña.

## Diseño

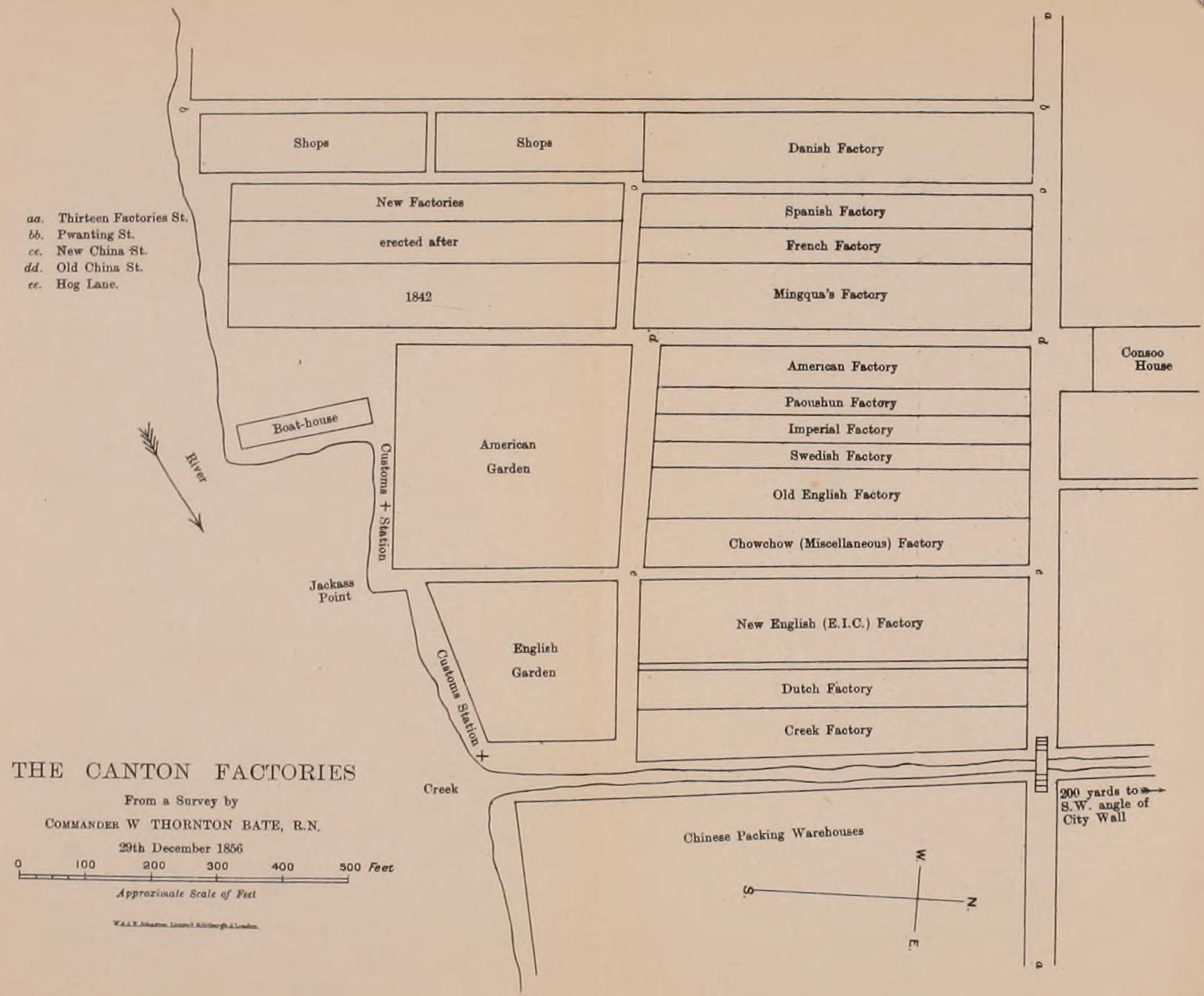
Distribución de las factorías justo antes del incendio de 1857.

El distrito estaba flanqueado al norte por la Calle de las Trece Factorías, al oeste por la Calle Pwanting, y al este por un pequeño arroyo. La Calle Vieja de la Porcelana, la Calle Nueva de la Porcelana, y la Calle de los Cerdos dividía los grupos de las factorías, y estaban flanqueadas de puestos y tiendas donde se podían adquirir una gran variedad de productos chinos. El hospital de Peter Parker estaba situado en el número 3 de la calle de los Cerdos.
El número exacto de factorías varió, pero para principios del siglo XIX se había estabilizado en 17 o 18, que incluían de este a oeste:
| Nombre                                               | Traducción literal | Traducción literal | Traducción literal | Nombre chino (cantonés) | Nombre chino (cantonés)         |
| Nombre                                               | Tradicional        | Simplicado         | Pinyin             | Caracteres              | Sidney Lau                      |
| ---------------------------------------------------- | ------------------ | ------------------ | ------------------ | ----------------------- | ------------------------------- |
| Factoría E-wo                                        | 小溪館             | 小溪馆             | Xiǎoxī Guǎn        | 怡和行                  | Yi⁴ Wo⁴ Hong⁴                   |
| Factoría Holandesa                                   | 荷蘭館             | 荷兰馆             | Hélán Guǎn         | 集義行                  | Jaap⁶ Yi⁶ Hong⁴                 |
| Factoría británica (Nueva factoría inglesa)          | 新英國館           | 新英国馆           | Xīn Yīngguó Guǎn   | 保和行                  | Bo² Wo⁴ Hong⁴                   |
| Factoría Fung-tae Factoría Chow-Chow (Factoría mixta | 炒炒館             | 炒炒馆             | Chǎochǎo Guǎn      | 豐泰行 巴斯行           | Fung¹ Taai³ Hong⁴ Ba¹ Si¹ Hong⁴ |
| Antigua Factoría Inglesa                             | 舊英國館           | 旧英国馆           | Jiù Yīngguó Guǎn   | 隆順行                  | Lung⁴ Sun⁶ Hong⁴                |
| Factoría sueca                                       | 瑞典館             | 瑞典馆             | Ruìdiǎn Guǎn       | 瑞行                    | Sui⁶ Hong⁴                      |
| "Factoría Imperial" (Factoría austríaca)             | 帝國館             | 帝国馆             | Dìguó Guǎn         | 孖鹰行                  | Ma¹ Ying¹ Hong⁴                 |
| Factoría Paoushun                                    | 寶順館             | 宝顺馆             | Bǎoshùn Guǎn       | 寶順行                  | Bo² Sun⁶ Hong⁴                  |
| Factoría Americana                                   | 美國館             | 美国馆             | Měiguó Guǎn        | 廣源行                  | Gwong² Yuen⁴ Hong⁴              |
| Factoría de Mingqua                                  | 明官館             | 明官馆             | Míngguān Guǎn      | 中和行                  | Jung¹ Wo⁴ Hong⁴                 |
| Factoría Francesa                                    | 法蘭西館           | 法兰西馆           | Fǎlánxī Guǎn       | 高公行                  | Go¹ Gung¹ Hong⁴                 |
| Factoría Española                                    | 西班牙館           | 西班牙馆           | Xībānyá Guǎn       | 大呂宋行                | Daai⁶ Lui⁵ Sung³ Hong⁴          |
| Factoría Danesa                                      | 丹麥館             | 丹麦馆             | Dānmài Guǎn        | 黃旗行[16]              | Wong⁴ Kei⁴ Hong⁴                |

La factoría Chow-Chow estaba indirectamente conectada a la Compañía británica de las Indias Orientales. Muchos comerciantes americanos residían en la factoría sueca.